# Nikolaj Andresen
Nikolaj Andresen (født 31. maj 1813 i Højby ved Nykøbing Sjælland, død 25. september 1857 i Egebjerg) var en dansk møller. Andresen var medlem af Den Grundlovgivende Rigsforsamling valgt i Holbæk Amts 6. distrikt (Nykøbing Sjælland) og medlem af Folketinget valgt i Holbæk Amts 5. valgkreds (Nykøbing Sjælland-kredsen) fra 1849 til 21. april 1851 hvor han nedlagde sit mandat.